# Do Not Hesitate
Do Not Hesitate is een Nederlandse film uit 2021, geregisseerd door Shariff Korver naar een scenario van Jolein Laarman.

## Verhaal
De drie jonge soldaten Erik, Roy en Thomas zijn op vredesmissie in het Midden-Oosten. Omdat hun vrachtwagen kapot gaat in het Nederlandse militaire konvooi, krijgen ze van de leidinggevende de opdracht om bij het voertuig te blijven totdat er hulp wordt geroepen. Ze wachten in de hitte, midden in de woestijn op het reparatieteam. Nu ze helemaal alleen zijn, worden ze extreem nerveus op elk geluid. Ze schieten een geit neer die zich verstopt in de struiken, in de veronderstelling dat het een vijand is. De 14-jarige Khalil, die eigenaar was van de geit, eist nu een schadevergoeding van hen. Omdat ze geen water meer hebben, moeten ze de jongen volgen in vijandelijk gebied zonder te weten of ze hem kunnen vertrouwen.

## Rolverdeling
| Acteur          | Personage |
| --------------- | --------- |
| Joes Brauers    | Erik      |
| Spencer Bogaert | Roy       |
| Tobias Kersloot | Thomas    |
| Omar Alwan      | Khalil    |

## Release
Do Not Hesitate ging in première op 14 juni 2021 op het Tribeca Film Festival. De Nederlandse première vond plaats op het Nederlands Film Festival en werd gevolgd door een landelijke release.
De film werd geselecteerd als de Nederlandse inzending voor de beste niet-Engelstalige film voor de 94ste Oscaruitreiking.

## Prijzen en nominaties
De belangrijkste:
| Jaar | Prijs                 | Categorie            | Genomineerde(n)                | Uitslag     |
| ---- | --------------------- | -------------------- | ------------------------------ | ----------- |
| 2021 | Giffoni Film Festival | Beste film           | Shariff Korver                 | Genomineerd |
| 2022 | Gouden Kalf           | Beste film           | Erik Glijnis en Leontine Petit | Genomineerd |
| 2022 | Gouden Kalf           | Beste regie          | Shariff Korver                 | Genomineerd |
| 2022 | Gouden Kalf           | Beste scenario       | Jolein Laarman                 | Gewonnen    |
| 2022 | Gouden Kalf           | Beste hoofdrol       | Joes Brauers                   | Genomineerd |
| 2022 | Gouden Kalf           | Beste bijrol         | Tobias Kersloot                | Gewonnen    |
| 2022 | Gouden Kalf           | Beste kostuumontwerp | Monica Petit                   | Genomineerd |
| 2022 | Gouden Kalf           | Beste montage        | Ruben van der Hammen           | Gewonnen    |
| 2022 | Gouden Kalf           | Beste sound design   | Michel Schöpping               | Genomineerd |